# Hénanbihen
Hénanbihen [enɑ̃biɛ̃] est une commune française située dans le département des Côtes-d'Armor, en région Bretagne.

## Géographie

### Localisation
La commune est dans l'aire d'influence de l'agglomération de Lamballe qui se situe à 14 kilomètres au sud-ouest du bourg.
Le bourg de Hénanbihen se situe à 8 kilomètres du littoral, mais la commune n'a pas de frange littorale.

### Communes limitrophes
| La Bouillie | Plurien       | Pléboulle |
|             | Hénanbihen    | Ruca      |
| Hénansal    | Saint-Denoual | Landébia  |

### Hydrographie
Pour un article plus général, voir Réseau hydrographique des Côtes-d'Armor.
La commune est située dans le bassin Loire-Bretagne. Elle est drainée par le Frémur et le Guinguenoual,.
Le Frémur, d'une longueur de 19 km, prend sa source dans la commune de Quintenic et se jette  dans la Manche en limite de Fréhel et de Pléboulle. 

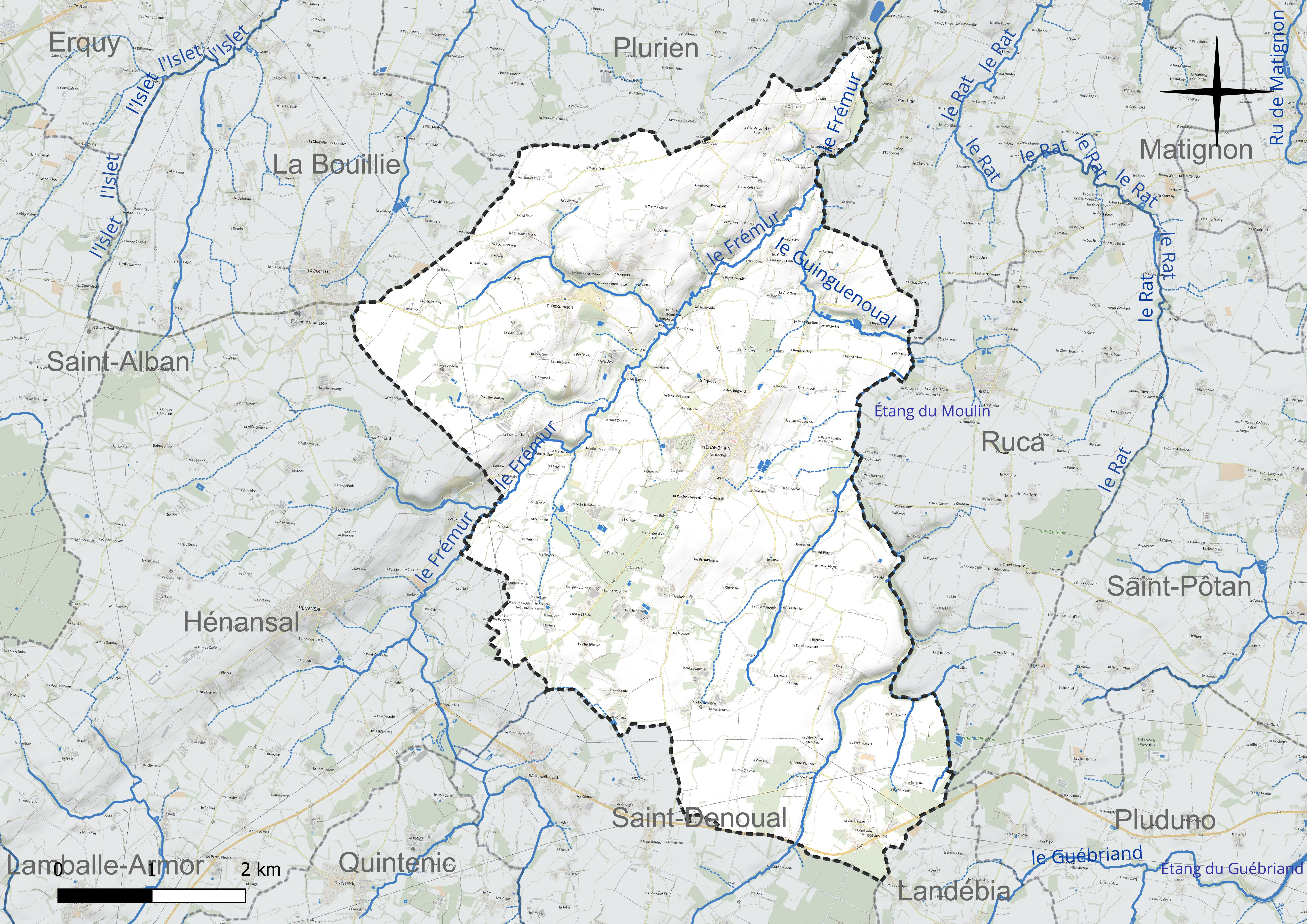
Réseau hydrographique d'Hénanbihen.

Le Guinguenoual, d'une longueur de 12 km, prend sa source dans la commune de Saint-Denoual et se jette  dans le Frémur à Pléboulle, après avoir traversé quatre communes. 

### Réseau routier
Le bourg de Hénanbihen est à la croisée de 2 routes départementales : la RD17 (Est/Ouest) et la RD13 (Nord/Sud).

### Transports en commun
La ligne 31 du réseau de bus départementale traverse la commune de Hénanbihen et s'y arrête en 4 points. En plus du bourg, les lieux-dits de La Ville Poissin et Saint Samson sont desservis. Cette ligne permet dans un sens d'aller à Lamballe et dans l'autre de rejoindre Saint-Cast-le-Guildo ou Plancoët.

### Transport aérien
La commune se situe à une vingtaine de kilomètres de l'aéroport de Dinard Pleurtuit Saint-Malo. Celui-ci offre essentiellement des vols directs vers l'Angleterre.

### Climat
Pour des articles plus généraux, voir Climat de la Bretagne et Climat des Côtes-d'Armor.
En 2010, le climat de la commune est de type climat océanique franc, selon une étude du Centre national de la recherche scientifique s'appuyant sur une série de données couvrant la période 1971-2000. En 2020, Météo-France publie une typologie des climats de la France métropolitaine dans laquelle la commune est exposée à un climat océanique et est dans la région climatique Finistère nord, caractérisée par une pluviométrie élevée, des températures douces en hiver (6 °C), fraîches en été et des vents forts. Parallèlement l'observatoire de l'environnement en Bretagne publie en 2020 un zonage climatique de la région Bretagne, s'appuyant sur des données de Météo-France de 2009. La commune est, selon ce zonage, dans la zone « Intérieur », exposée à un climat médian, à dominante océanique.
Pour la période 1971-2000, la température annuelle moyenne est de 11,2 °C, avec  une amplitude thermique annuelle de 11,3 °C. Le cumul annuel moyen de précipitations est de 690 mm, avec 12,2 jours de précipitations en janvier et 6,5 jours en juillet. Pour la période 1991-2020, la température moyenne annuelle observée sur la station météorologique la plus proche, située sur la commune de Quintenic à 6 km à vol d'oiseau, est de 11,6 °C et le cumul annuel moyen de précipitations est de 769,8 mm,. Pour l'avenir, les paramètres climatiques de la commune estimés pour 2050 selon différents scénarios d'émission de gaz à effet de serre sont consultables sur un site dédié publié par Météo-France en novembre 2022.

## Urbanisme

### Typologie
Au 1er janvier 2024, Hénanbihen est catégorisée commune rurale à habitat dispersé, selon la nouvelle grille communale de densité à 7 niveaux définie par l'Insee en 2022.
Elle est située hors unité urbaine et hors attraction des villes,.

### Occupation des sols
L'occupation des sols de la commune, telle qu'elle ressort de la base de données européenne d’occupation biophysique des sols Corine Land Cover (CLC), est marquée par l'importance des territoires agricoles (93,3 % en 2018), une proportion sensiblement équivalente à celle de 1990 (93,8 %). La répartition détaillée en 2018 est la suivante : 
terres arables (68,2 %), prairies (13,1 %), zones agricoles hétérogènes (12,1 %), forêts (4,8 %), zones urbanisées (1,9 %). L'évolution de l’occupation des sols de la commune et de ses infrastructures peut être observée sur les différentes représentations cartographiques du territoire : la carte de Cassini (XVIIIe siècle), la carte d'état-major (1820-1866) et les cartes ou photos aériennes de l'IGN pour la période actuelle (1950 à aujourd'hui).

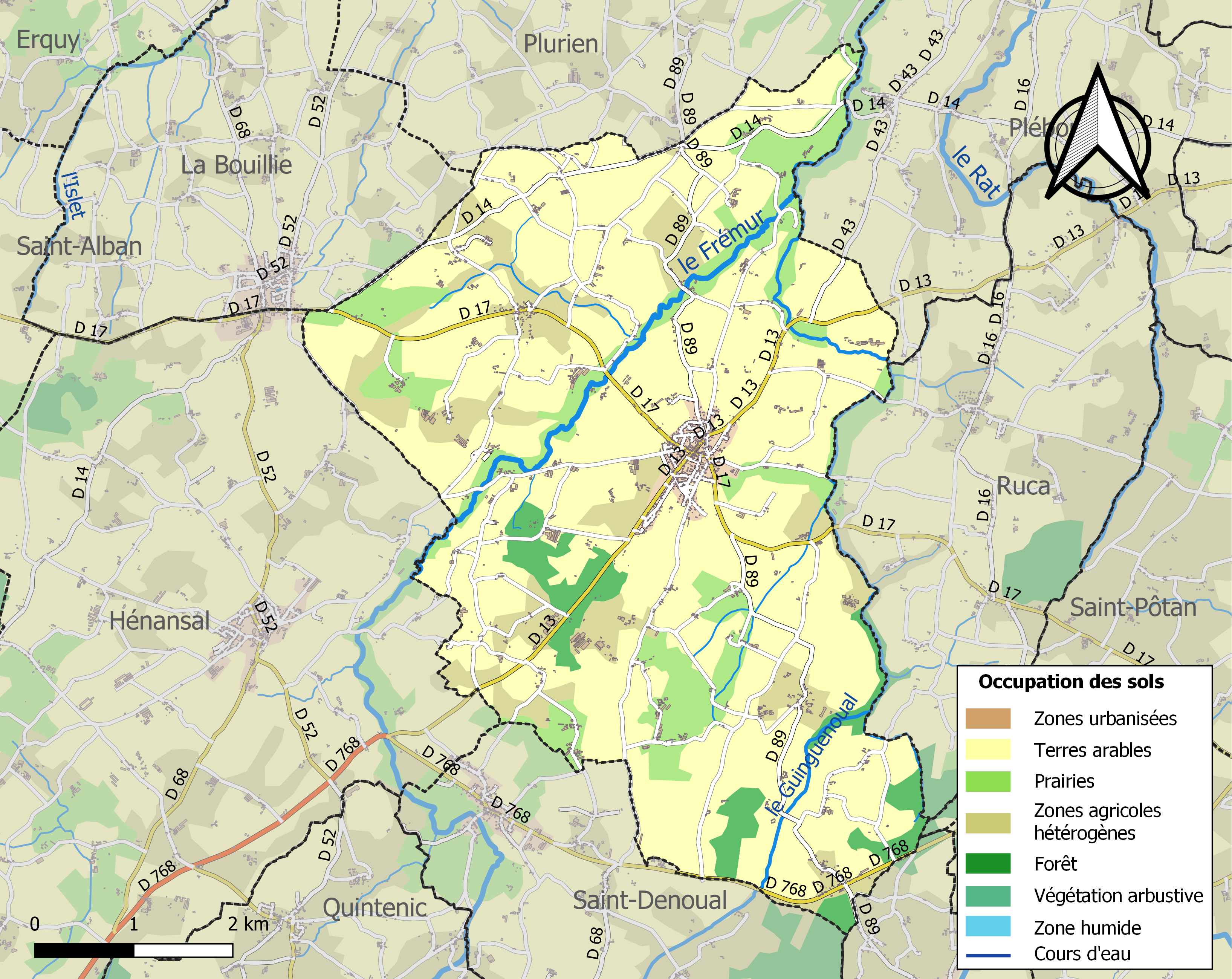
Carte des infrastructures et de l'occupation des sols de la commune en 2018 (CLC).

### Morphologie urbaine
Le bourg représente une surface bâtie de moins de 0,5 kilomètre carré au centre de la commune. Outre le bourg, le hameau de Saint Samson représente la deuxième surface bâtie la plus importante. La commune est également parsemée de nombreuses fermes ou lieux-dits.

### Logement
En 2009, la commune compte 742 logements, dont 76,3 % sont des résidence principales, 17,4 % des résidences secondaires, et 6,4 % des logements vacants. En 2009, 92,2 % des logements sont des maisons.

## Toponymie
Le nom de la localité est attesté sous les formes Henant Bihan au XIIe siècle, Henan Bian en 1209, Henant Bihan en 1213, 1226 et en 1230, Henanbihan en 1220 et 1231, Henantbihan en 1231, Henantbihan et Henanbihan en 1232, Henant Bihen en 1244, Henanbihan et Henant Bihan en 1246, Henantbihan en 1277 et en 1298, Henanbihen en 1378, Henant Bihan en 1407.
Son nom vient du breton henan (ancien) et bihan (petit).

## Histoire

### Préhistoire
L'occupation humaine sur le territoire de la commune est attestée dès le Néolithique comme en témoignent l'édification de deux allées couvertes, La Roche Couverte, toujours visible bien qu'en partie ruinée, et une autre allée couverte, près de la Motte-du-Cruchon, qui existait encore au début du XXe siècle mais fut détruite lors d'un remembrement.

### Étymologie et origines
Les premières traces remontent à la période romaine. À cette époque, une importante voie romaine reliant Erquy à Corseul traverse le territoire actuel de la commune.
Nommée Heenant en 1199, cette paroisse est divisée en deux nouvelles au début du XIIIe siècle : Henantsal (aujourd'hui Hénansal) et Henan Bihan (Hénanbihen maintenant).

### LeXIXesiècle

#### L'affaire desBrumans
Paul Sébillot raconte une farce qui aurait été organisée par son père et des amis à lui : ils auraient placardé des affiches dans divers lieux du pays de Matignon annonçant que les sacs de hannetons (brumans en gallo) seraient payés 100 sous le sac : les gens d'Hénanbihen en auraient ramassé des quantités énormes, mais en pure perte, la promesse étant un leurre. Les habitants d'Hénanbihen y ont gagné le surnom de « Brumans ».

### LeXXesiècle

#### Les guerres duXXesiècle
Le monument aux morts porte les noms de 104 soldats morts pour la Patrie :
- 93 sont morts durant la Première Guerre mondiale ;
- 11 sont morts durant la Seconde Guerre mondiale.

#### Période contemporaine
La Cooperl naît en 1966 à la suite d'une scission du groupe Coopagri Bretagne, à l'initiative d'une douzaine d'agriculteurs adhérents de la JAC de la région d'Hénanbihen. Marcel Lemée en devint le premier président (il le resta pendant 25 ans).

## Politique et administration

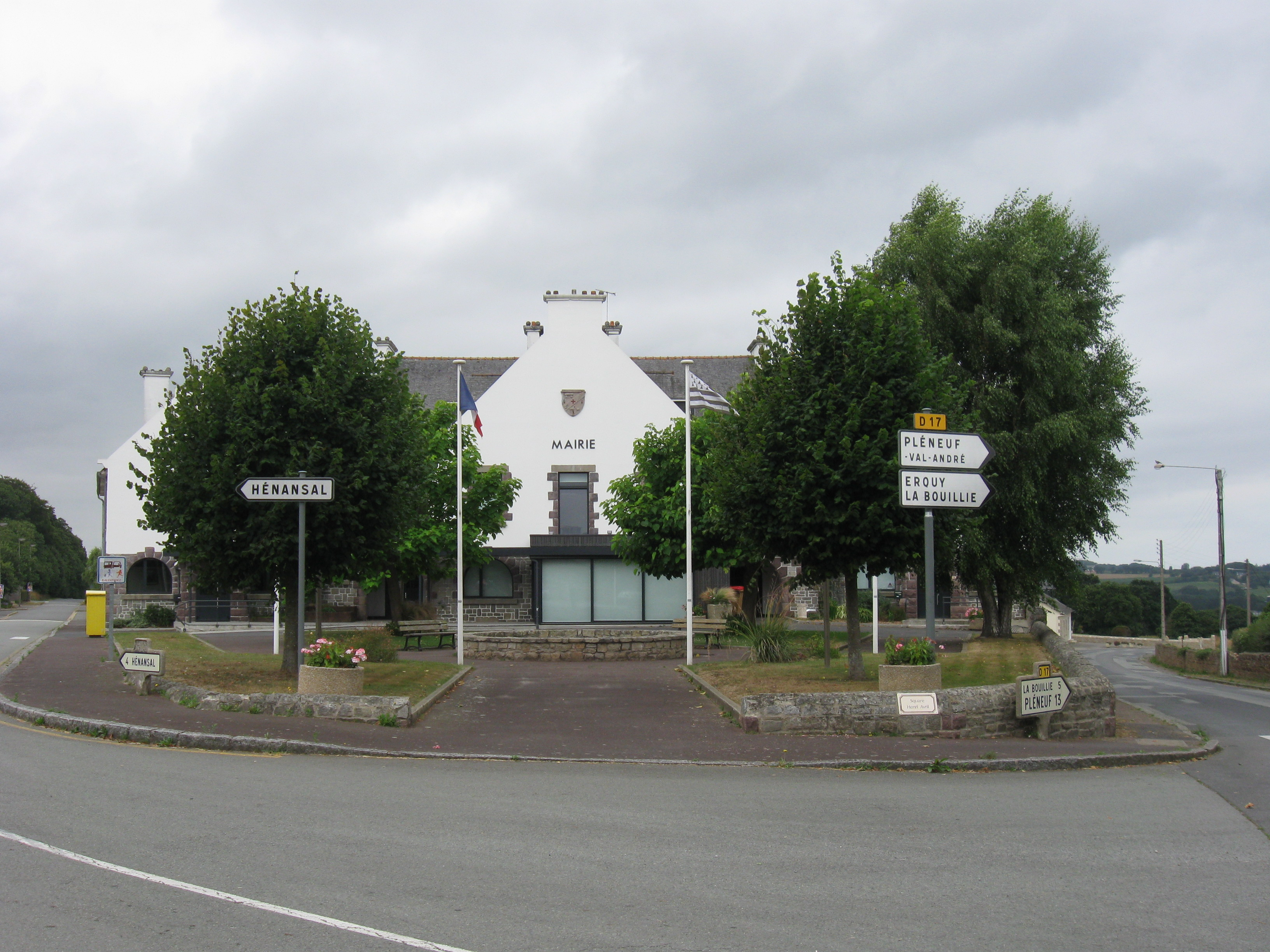
La mairie.

### Liste des maires
| Période                                  | Période     | Identité             | Étiquette    | Qualité                                                                                 |
| ---------------------------------------- | ----------- | -------------------- | ------------ | --------------------------------------------------------------------------------------- |
| Les données manquantes sont à compléter. |             |                      |              |                                                                                         |
| ca. 1921                                 |             | Alfred Carfantan     |              | Commerçant                                                                              |
| avant 1930                               | 1943        | Jean-Baptiste Corbel |              | Éleveur, membre de la Chambre d'agriculture                                             |
| 1943                                     | mai 1953    | Jean Ballan          | MRP puis DVD | Cultivateur Conseiller général de Matignon (1949 → 1955)                                |
| mai 1953                                 | mars 1989   | Jean Salmon          | DVD          | Cultivateur                                                                             |
| mars 1989                                | mars 2008   | Joseph Cordon        | DVD          | Inséminateur retraité                                                                   |
| mars 2008                                | mars 2014   | Maryvonne Depagne    | SE           | Agricultrice retraitée                                                                  |
| mars 2014                                | 28 mai 2020 | Daniel Paulet        | DVD          | Retraité de l'enseignement 4e vice-président de la CC du Pays de Matignon (2014 → 2016) |
| 28 mai 2020                              | En cours    | Jean-Michel Lebret,  | SE           | Agriculteur retraité                                                                    |

## Population et société

### Démographie
L'évolution du nombre d'habitants est connue à travers les recensements de la population effectués dans la commune depuis 1793. Pour les communes de moins de 10 000 habitants, une enquête de recensement portant sur toute la population est réalisée tous les cinq ans, les populations de référence des années intermédiaires étant quant à elles estimées par interpolation ou extrapolation. Pour la commune, le premier recensement exhaustif entrant dans le cadre du nouveau dispositif a été réalisé en 2007.

En 2022, la commune comptait 1 429 habitants, en évolution de +6,72 % par rapport à 2016 (Côtes-d'Armor : +1,78 %, France hors Mayotte : +2,11 %).
| 1793  | 1800  | 1806  | 1821  | 1831  | 1836  | 1841  | 1846  | 1851  |
| ----- | ----- | ----- | ----- | ----- | ----- | ----- | ----- | ----- |
| 1 433 | 1 508 | 1 546 | 1 519 | 1 608 | 1 662 | 1 611 | 1 626 | 1 709 |

| 1856  | 1861  | 1866  | 1872  | 1876  | 1881  | 1886  | 1891  | 1896  |
| ----- | ----- | ----- | ----- | ----- | ----- | ----- | ----- | ----- |
| 1 770 | 1 741 | 1 911 | 1 970 | 1 964 | 1 970 | 1 922 | 1 950 | 1 923 |

| 1901  | 1906  | 1911  | 1921  | 1926  | 1931  | 1936  | 1946  | 1954  |
| ----- | ----- | ----- | ----- | ----- | ----- | ----- | ----- | ----- |
| 1 924 | 1 899 | 1 832 | 1 646 | 1 631 | 1 598 | 1 551 | 1 459 | 1 478 |

| 1962  | 1968  | 1975  | 1982  | 1990  | 1999  | 2006  | 2007  | 2012  |
| ----- | ----- | ----- | ----- | ----- | ----- | ----- | ----- | ----- |
| 1 469 | 1 431 | 1 390 | 1 404 | 1 346 | 1 294 | 1 313 | 1 316 | 1 394 |

| 2017  | 2022  | - | - | - | - | - | - | - |
| ----- | ----- | - | - | - | - | - | - | - |
| 1 314 | 1 429 | - | - | - | - | - | - | - |

### Enseignement
Deux écoles sont installées sur la commune d'Hénanbihen : une publique (l'école publique d'Hénanbihen) et une privée sous contrat d'association avec l'État (l'école Saint-Joseph),.
Le collège le plus proche se trouve à Matignon (collège public). Le collège privé le plus proche se trouve à Lamballe.

### Cultes
L'église de Hénanbihen est le seul lieu de culte notable de la commune.

## Économie
L’économie de Hénanbihen est principalement agricole. L'élevage porcin est très développé.

## Culture locale et patrimoine

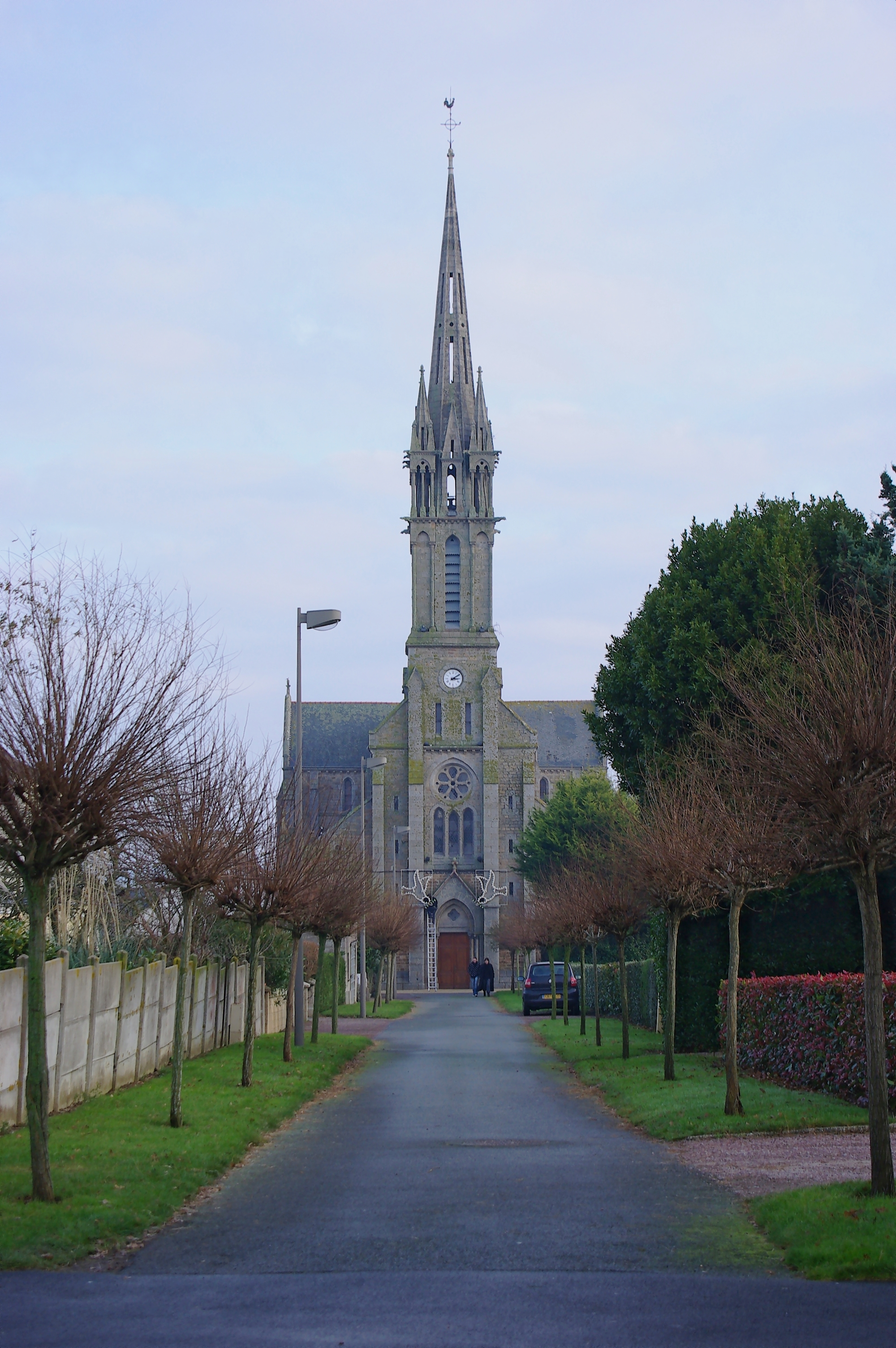
L'église Saint-Nicolas et Saint-Guillaume.

### Lieux et monuments
- l'église Saint-Nicolas et Saint-Guillaume[35] ;
- le square Henri-Avril ;
- le château de la Villehelleuc, résidence de la famille de Normant de La Villehelleuc, inscrit à l'inventaire général du patrimoine culturel[36] ;
- le manoir de la Folinaye ;
- la Ville au Maitre, ancienne demeure des Templiers ;
- un chêne pédonculé classé comme arbre remarquable des Côtes-d'Armor ;
- le château de la Guérande, berceau de la famille de François-René de Chateaubriand.

### Personnalités liées à la commune
- Jean de Chateaubriand, sieur de La Guerrande, né à Hénanbihen en 1631, arrière-arrière-grand-père de François-René de Chateaubriand[37].
- Jean-Baptiste Boivin S.M.A. (1898-1970), missionnaire et premier archevêque d'Abdijan en Côte d'Ivoire.

### Héraldique
| Blason de Hénanbihen | Blason  | D'or à la barre d'azur chargée d'une croix ancrée de gueules posée à plomb et accostée de deux épis liés d'or et d'un rameau de cerisier de sinople fruité de gueules ; la barre est accompagnée de deux mouchetures d'hermine de gueules, l'une en flanc dextre soutenant un dolmen de sable, l'autre à senestre soutenue d'une jument contournée et de son poulain, au naturel. |
| Blason de Hénanbihen | Détails | Le statut officiel du blason reste à déterminer. |